# デイビッド・リザック
デイビッド・リザック (David Lisak) は、アメリカ合衆国の心理学者。Ph.D.をデューク大学より取得後、マサチューセッツ大学に勤務し、少年への性的虐待に代表されるような男性の暴力被害と、成長後の性的暴行などといった加害体験の連関などについて調査している。ちなみに彼自身も幼少期に女性のベビーシッターから性的虐待を受けていた思い出がある。
彼はHoppers and Songと共に595人の一般男子大学生を無作為抽出し調査を行いその結果を1996年に報告した。その結果全体の18%の者は16歳までに身体的な接触を伴う性的虐待を受けており、非接触を含めた場合その値は28%にまで達した。家庭内で起こった近親姦被害はそれら性的虐待のうち21%であり、全体の3-4%であった。性的虐待の加害者は61%が男性、28%が女性、両性からが11%であった。また、この調査では23%の男性が自分に身体的・性的虐待の加害体験があることを認めた。その結果、身体的・性的虐待の男性加害者の79%が身体的・性的虐待の被害者であるとされた。しかし、その全体の数から見れば身体的・性的虐待の男性被害者が加害者になる率は19%に過ぎなかった。